# Léopold Gernaey
Léopold Gernaey (Gistel, 1927. február 25. – 2005. augusztus 1.) belga labdarúgókapus.
A belga válogatott tagjaként részt vett az 1954-es labdarúgó-világbajnokságon.